# Ронан (Монтана)
Ронан (англ. Ronan) — город в округе Лейк в штате Монтана США. По данным переписи 2020 года, численность населения составляла 1955 человек.

## История
Первоначально называвшийся Спринг-Крик, Ронан был переименован в 1893 году в честь майора Питера Ронана, суперинтенданта индейской резервации Флатхед.

## География
По данным Бюро переписи населения США, общая площадь города составляет 1,19 квадратных миль (3,08 км²), вся территория — суша.